# Glyphocuma dentatum
Glyphocuma dentatum är en kräftdjursart som beskrevs av Hale 1944. Glyphocuma dentatum ingår i släktet Glyphocuma och familjen Bodotriidae. Inga underarter finns listade i Catalogue of Life.